# Національна портретна галерея (Лондон)
Національна портретна галерея в Лондоні (англ. National Portrait Gallery) — перша у світі портретна галерея, заснована 1856 року з метою увічнити образи британців минулих століть — не лише олійні портрети, а й мініатюри, малюнки, бюсти та фотографії. З 1896 року займає неоренесансну будівлю поряд з Трафальгарською площею.

## Історія
Галерея відчинила свої двері для відвідувачів 1859 року. Портрети розподілені хронологічно за залами, починаючи з епохи Тюдорів. При поповненні фондів перевага віддавалася не стільки художнім якостям твору, як історико-культурній значущості моделі.
У зв'язку з цим до 1969 року діяла заборона на придбання портретів британців ще за життя. Роботи знаменитих континентальних художників у галереї небагато; переважно це портрети британських монархів та їхнього оточення пензля Гольбейна, Рубенса та Ван Дейка.
Наприкінці XX століття кілька старовинних аристократичних садиб у різних куточках Англії були пристосовані під філії Національної портретної галереї. До них належить зокрема Монтекьют-хаус у графстві Сомерсетшир — рідкісний приклад житлової архітектури єлизаветинського часу.

## Колекція
У галереї зберігаються портрети історично важливих і відомих британців, відібрані на основі значущості автора, а не художника. Колекція включає фотографії та карикатури, а також живопис, малюнки та скульптуру. Одним із найвідоміших його зображень є портрет Чандоса, найвідоміший портрет Вільяма Шекспіра, хоча існує певна невизначеність щодо того, чи насправді це картина драматурга.

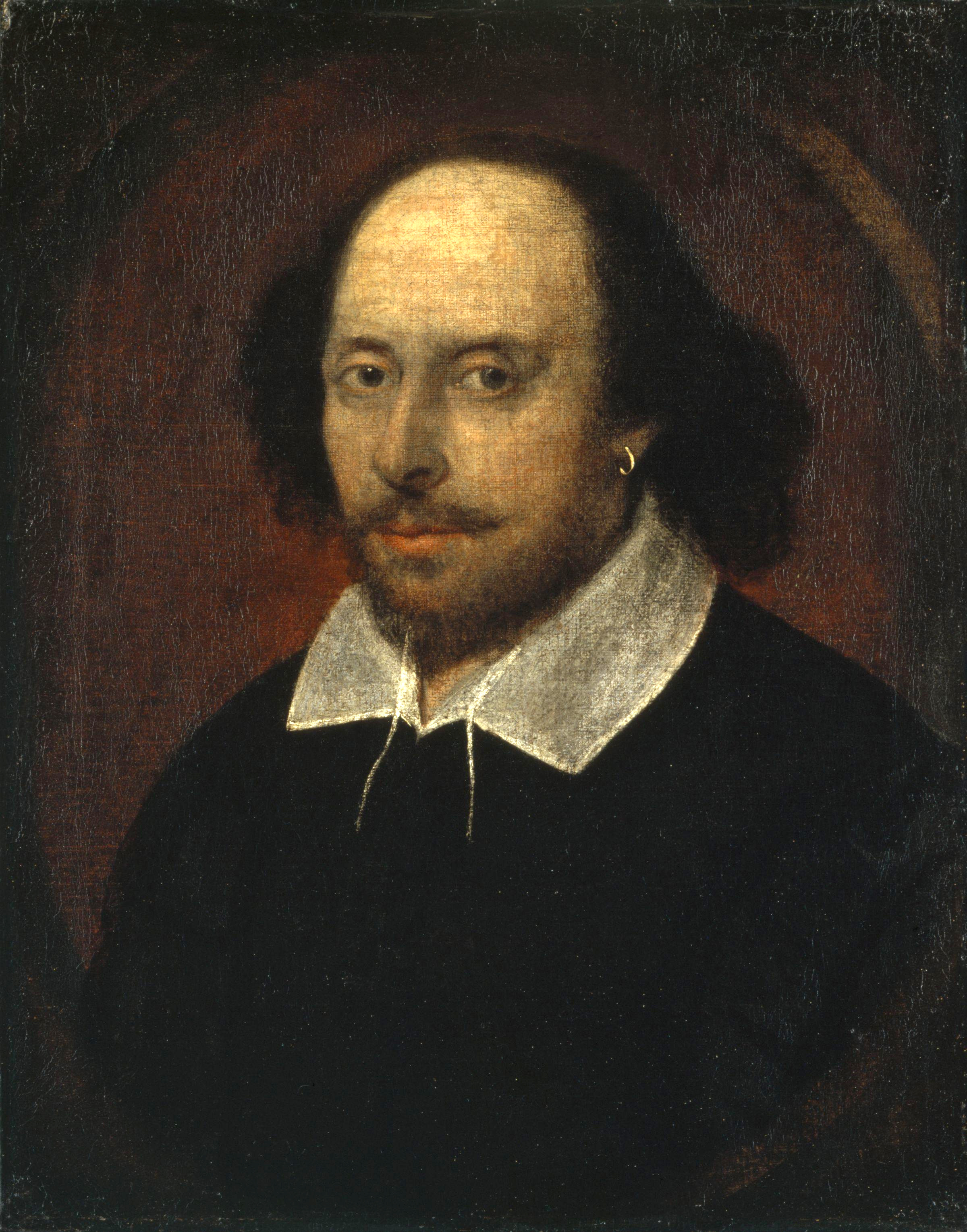
Портрет Чандоса, Вільям Шекспір. Перша картина, яка увійшла до колекції НПГ
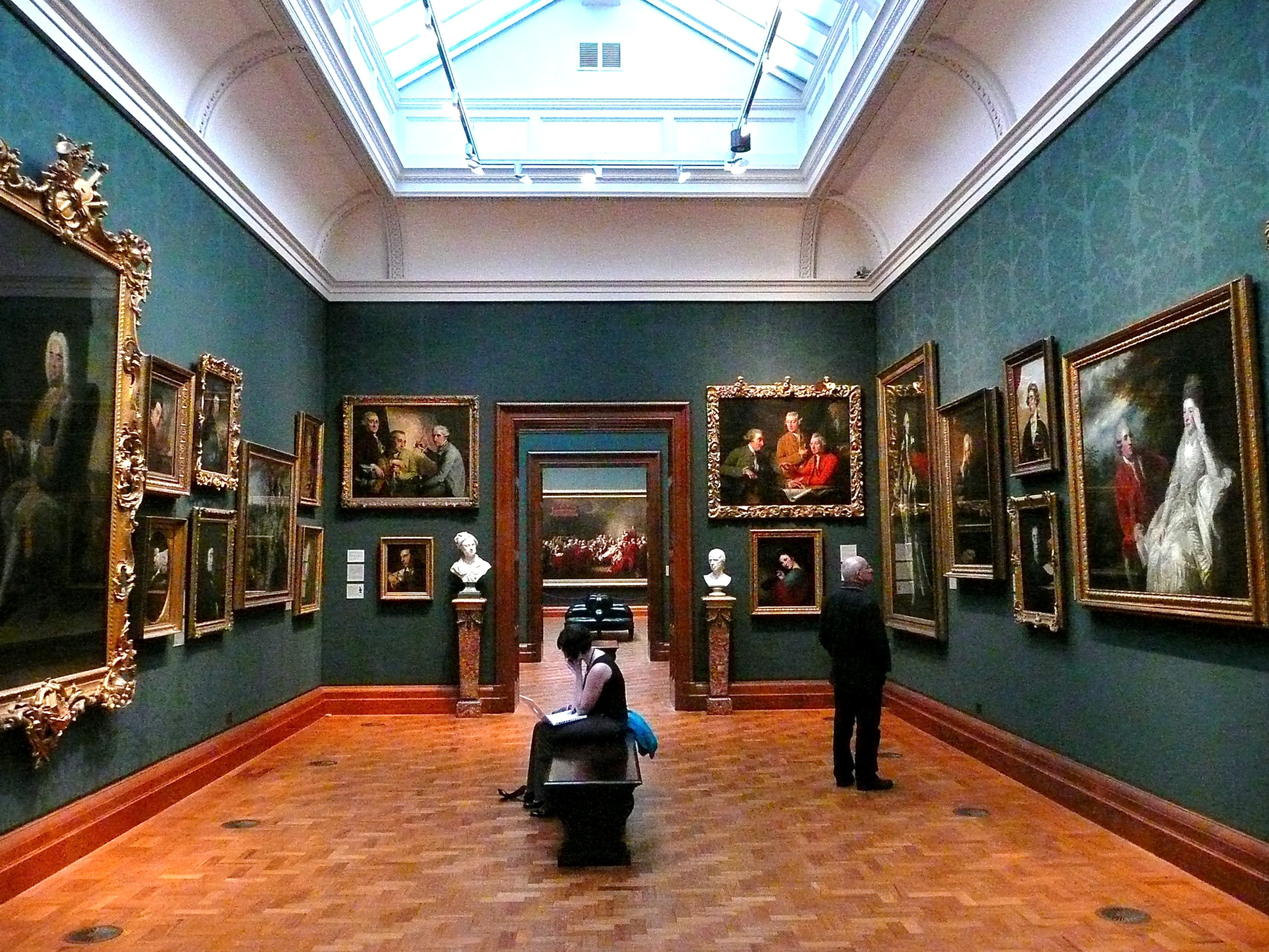
Один із залів галереї

Не всі портрети є винятковими в мистецькому відношенні, хоча є автопортрети Вільяма Хоґарта, сера Джошуа Рейнольдса та інших відомих британських художників. Деякі, як-от груповий портрет учасників конференції в Сомерсет-Хаусі 1604 року, самі по собі є важливими історичними документами. Часто цікавість є більшою за художню цінність твору, як у випадку анаморфічного портрета Едуарда VI роботи Вільяма Скротса, картини Патріка Бренвелла Бронте із зображенням його сестер Шарлотти, Емілі та Анни або скульптури Королеви Вікторії та принца Альберта у середньовічному костюмі. Портрети живих фігур було дозволено з 1969 року. Окрім постійних галерей історичних портретів, Національна портретна галерея демонструє швидко змінюваний вибір сучасних робіт, проводить виставки портретного мистецтва окремих художників і проводить щорічний конкурс BP Portrait Prize.